# ديف سميث (كوميدي)
ديفيد سميث (مواليد 20 أبريل 1983) هو ممثل كوميدي أمريكي ومقدم بودكاست ومعلق سياسي ليبرتاري. سميث هو صديق مقرب لجو روجان وضيف منتظم في برنامج تجربة جو روغان وظهر أيضًا في بودكاست لكس فريدمان. كما أنه ظهر بشكل متكرر في برنامج كينيدي على قناة فوكس نيوز.
سميث هو عضو في مجموعة ميزس للحزب الليبرتاري. يقدم سميث البودكاست جزء من المشكلة.

## حياته الشخصية
نشأ ديف بروكلين، نيويورك، في ظل والدته. ديف متزوج من لورين ولديه طفلان. صرّح ديف بأنه يهودي وأنه حفيد أحد الناجين من الهولوكوست.